# Miloš Šćepanović
Miloš Šćepanović (em montenegrino:  Милош Шћепановић; Belgrado, 9 de outubro de 1972) é um jogador de polo aquático montenegrino, que atua como goleiro.

## Carreira
Šćepanović integrou o elenco da Seleção Montenegrina de Polo Aquático em três edições de Jogos Olímpicos, ficando em quarto lugar tanto em Pequim 2008 quanto em Londres 2012 e no Rio 2016.